# ノヴェリスト
ノヴェリスト（Novellist、2009年3月10日 - ）は、ドイツの競走馬・種牡馬。
主な勝ち鞍は2012年のジョッキークラブ大賞、2013年のサンクルー大賞、キングジョージVI世&クイーンエリザベスステークス、バーデン大賞。

## 経歴

### 2011年
デュッセルドルフでデビューし1着。

### 2012年
平場戦で勝ったのち、メツレル春季賞（G3）、ウニオンレネン（G2）を勝ち4連勝でドイチェスダービー（G1）に出走するも2着。続いて出走したバーデン大賞ではデインドリームに敗れ4着であった。しかしイタリアのジョッキークラブ大賞（G1)で1着となりG1初勝利を果たした。

### 2013年
初戦のドイツ・バーディシェンウンターネーメン大賞（G2）で勝利。フランスのサンクルー大賞でG1競走2勝目を果たす。
続いて出走したイギリス最高峰のレースであるキングジョージ6世&クイーンエリザベスステークス（アスコット競馬場　芝12ハロン）において、2着のトレーディングウェザーに5馬身をつけ圧勝した。優勝タイムの2分24秒60は2010年にハービンジャーが樹立したレコードを大幅に更新するアスコット競馬場レコードであった。
その後2度目の出走となるバーデン大賞で優勝を果たしG1競走を3連勝した。
ドイツの歴史的名馬の一頭に数えられ、凱旋門賞でも有力馬に挙げられたが、発熱のため回避。
この年限りで引退し、日本の社台スタリオンステーションで種牡馬入りした。

## 種牡馬成績
2014年より供用開始し、2017年に産駒デビューした。2019年1月にラストドラフトが京成杯を勝利し、ノヴェリスト産駒のJRA初重賞制覇となった。2019年10月にはオーストラリアでピースオブワールドとの間に生まれたウォルフがG3クーンジーカップを制し海外重賞初制覇となった。
2021年からはレックススタッドで繋養されることになるも、2023年12月にレックススタッドを退厩、ヴェルサイユリゾートファームに移動して種牡馬活動を継続する。

### 主な産駒

#### グレード制重賞勝利馬
- 2015年産
  - Wolfe（2019年クーンジーカップ）
- 2016年産
  - ラストドラフト（2019年京成杯）
- 2018年産
  - ブレークアップ（2022年アルゼンチン共和国杯）[10]

#### 地方重賞勝利馬
- 2020年産
  - メイドイットマム（2022年東京2歳優駿牝馬、2023年桜花賞【浦和】、ロジータ記念）[11]
  - グラティアスグー（2024年黒潮マイルチャンピオンシップ）

### 母父としての主な産駒

#### グレード制重賞勝利馬
- 2020年産
  - カンチェンジュンガ（2025年阪急杯）
- 2022年産
  - ニシノエージェント（2025年京成杯）

## 血統表
| ノヴェリストの血統        | ノヴェリストの血統                                                                 | ノヴェリストの血統                                                                 | （血統表の出典）                                                                   | （血統表の出典） |
| 父系                      | バーラム系                                                                         | バーラム系                                                                         | バーラム系                                                                         |                  |
| 父 Monsun 1990 黒鹿毛     | 父の父Konigsstuhl 1976 黒鹿毛                                                      | Dschingis Khan                                                                     | Tamerlane                                                                          | Tamerlane        |
| 父 Monsun 1990 黒鹿毛     | 父の父Konigsstuhl 1976 黒鹿毛                                                      | Dschingis Khan                                                                     | Donna Diana                                                                        |                  |
| 父 Monsun 1990 黒鹿毛     | 父の父Konigsstuhl 1976 黒鹿毛                                                      | Konigskronung                                                                      | Tiepoletto                                                                         | Tiepoletto       |
| 父 Monsun 1990 黒鹿毛     | 父の父Konigsstuhl 1976 黒鹿毛                                                      | Konigskronung                                                                      | Kronung                                                                            |                  |
| 父 Monsun 1990 黒鹿毛     | 父の母Mosella 1985 鹿毛                                                            | Surumu                                                                             | Literat                                                                            | Literat          |
| 父 Monsun 1990 黒鹿毛     | 父の母Mosella 1985 鹿毛                                                            | Surumu                                                                             | Surama                                                                             |                  |
| 父 Monsun 1990 黒鹿毛     | 父の母Mosella 1985 鹿毛                                                            | Monasia                                                                            | Authi                                                                              | Authi            |
| 父 Monsun 1990 黒鹿毛     | 父の母Mosella 1985 鹿毛                                                            | Monasia                                                                            | Monacensia                                                                         |                  |
| 母 Night Lagoon 2001 鹿毛 | 母の父Lagunas 1981 鹿毛                                                            | イルドブルボン                                                                     | Nijinsky                                                                           | Nijinsky         |
| 母 Night Lagoon 2001 鹿毛 | 母の父Lagunas 1981 鹿毛                                                            | イルドブルボン                                                                     | Roseliere                                                                          |                  |
| 母 Night Lagoon 2001 鹿毛 | 母の父Lagunas 1981 鹿毛                                                            | Liranga                                                                            | Literat                                                                            | Literat          |
| 母 Night Lagoon 2001 鹿毛 | 母の父Lagunas 1981 鹿毛                                                            | Liranga                                                                            | Love In                                                                            |                  |
| 母 Night Lagoon 2001 鹿毛 | 母の母Nenuphar 1994 鹿毛                                                           | Night Shift                                                                        | Northern Dancer                                                                    | Northern Dancer  |
| 母 Night Lagoon 2001 鹿毛 | 母の母Nenuphar 1994 鹿毛                                                           | Night Shift                                                                        | Ciboulette                                                                         |                  |
| 母 Night Lagoon 2001 鹿毛 | 母の母Nenuphar 1994 鹿毛                                                           | Narola                                                                             | Nebos                                                                              | Nebos            |
| 母 Night Lagoon 2001 鹿毛 | 母の母Nenuphar 1994 鹿毛                                                           | Narola                                                                             | Nubia                                                                              |                  |
| 母系(F-No.)               | (FN:4-r)                                                                           | (FN:4-r)                                                                           | (FN:4-r)                                                                           | [ § 2 ]          |
| 5代内の近親交配           | Literat 4×4=12.50%、Northern Dancer 5×4=9.38%、 Kaiserkrone・Kaiseradler 5×5=6.25% | Literat 4×4=12.50%、Northern Dancer 5×4=9.38%、 Kaiserkrone・Kaiseradler 5×5=6.25% | Literat 4×4=12.50%、Northern Dancer 5×4=9.38%、 Kaiserkrone・Kaiseradler 5×5=6.25% | [ § 3 ]          |
| 出典                      | 1. 2. 3.                                                                           | 1. 2. 3.                                                                           | 1. 2. 3.                                                                           | 1. 2. 3.         |

半妹に2022年のアイリッシュオークスに優勝したマジカルラグーン（父ガリレオ）がいる。